# Austrogoniodes hamiltoni
Austrogoniodes hamiltoni är en insektsart som beskrevs av Harrison 1937. Austrogoniodes hamiltoni ingår i släktet pingvinlöss, och familjen fjäderlöss. Inga underarter finns listade i Catalogue of Life.